# Salvatore Messina (pittore)
Salvatore Messina, detto Manitta (Santa Venerina, 1850 – Catania, 1901), è stato un pittore e copista italiano.

## Biografia
Nato a Santa Venerina nel 1850, Salvatore Messina iniziò la sua attività di abile copista nel 1870. Prese ispirazione, nelle sue riproduzioni di opere d'arte, dai ben più noti pittori Vincenzo Camuccini, Lorenzo Gramiccia e Nicolò Barabino. Dopo le rilevanti opere d'arte nel territorio di Santa Venerina, della sua vita non si ha più notizia certa. Possibilmente ha continuato la sua attività di pittore fino alla morte, creando dipinti di cui oggi non si ha traccia. Morì a Catania nel 1901.

## Opere certe
Finora, di Salvatore Messina, ci sono pervenute solo copie di altri quadri. Ma il copista, talvolta, aggiungeva alle opere riprodotte dei piccoli particolari mancanti nelle tele originali.

### Provincia di Catania

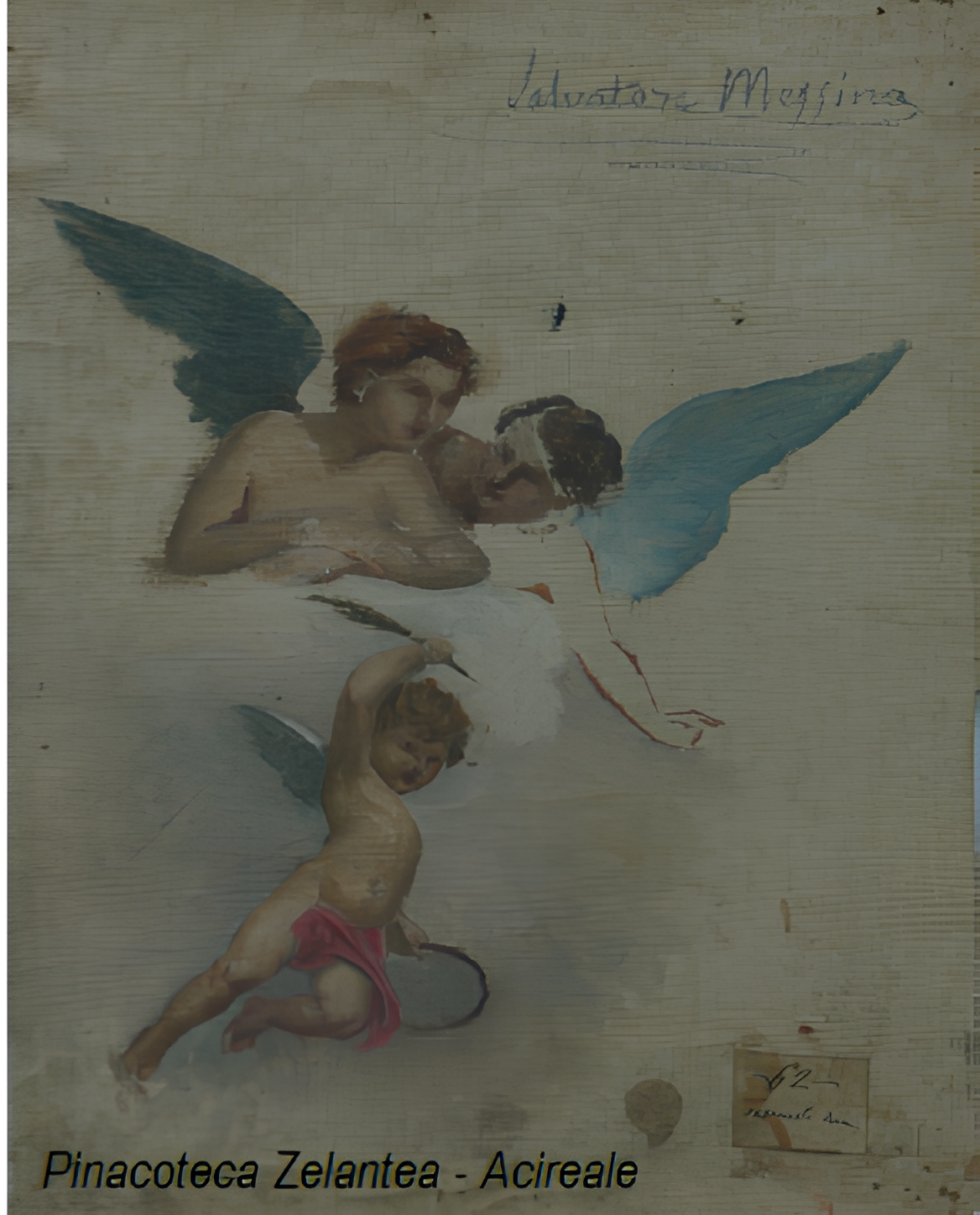
"Tre Angeli", bozzetto olio e tempera su tela di Salvatore Messina (conservato alla Pinacoteca Zelantea)

#### Santa Venerina
- Riposo durante la Fuga in Egitto, chiesa di Maria Santissima del Carmelo e delle Anime Purganti di Bongiardo (probabilmente risalente al 1870, l'opera è copia della tela originale del pittore romano Lorenzo Gramiccia, conservata nella chiesa di San Giuseppe ad Aci Catena, a sua volta copia di un dipinto originale fiammingo)
- San Francesco di Paola, chiesa di Maria Santissima del Carmelo e delle Anime Purganti di Bongiardo (l'opera, probabilmente risalente al 1870, raffigura un miracolo del Santo ed è copia di un dipinto del pittore romano Vincenzo Camuccini, il cui originale si trova a Napoli nella basilica di San Francesco di Paola)
- Immacolata Concezione, chiesa del Sacro Cuore di Gesù (copia di un dipinto di Nicolò Barabino, probabilmente risalente al 1880)
- Anime Sante del Purgatorio, chiesa del Sacro Cuore di Gesù (copia di un dipinto di autore ignoto, probabilmente risalente al 1880)[1][2]